# Édouard Froment
Pour les articles homonymes, voir Froment.
Édouard Froment, né le 13 mars 1884 à Largentière (Ardèche) et mort le 13 mars 1973 à Antraigues-sur-Volane, dans le même département, est un homme politique socialiste et résistant français. Il fut député de l'Ardèche avant et après guerre, président du Conseil général de ce département et maire de Largentière.

## Biographie
Son père est paysan, né dans une famille de dix-huit enfants et originaire du hameau de Chassagnes, aux Vans en Ardèche. Il  prônait « des idées avancées, laïques et proches du radicalisme politique » Édouard Froment suit ses études jusqu'au brevet, puis part dans le Sud-Ouest pour travailler où il adhère à la SFIO. Bien que réformé, il s'engage pendant la Première Guerre mondiale au 68e bataillon de chasseurs alpins. Il sera blessé pendant le conflit et décoré.
À la démobilisation, il travaille comme rédacteur à la sous-préfecture de sa ville natale. Il préside l'association des anciens combattants de l'arrondissement et à ce titre est présenté en 2e position par son parti sur la liste départementale socialiste aux élections législatives de 1919, où il échoue de peu. Au congrès de Tours, il choisit de rejoindre le Parti communiste, mais le quitte dès 1922 et retourne à la SFIO. Devenu veuf, il se remarie et part alors un temps travailler à Lyon comme agent immobilier. 
Il revient à Largentière où il est directeur de l'agence de la banque de la vallée du Rhône Brun, Giraud & Cie dans cette même ville
Il devient conseiller municipal de Largentière en 1925, maire l'année suivante, et conseiller général en 1931. En 1932, il est élu député dans une circonscription voisine, celle d'Aubenas et démissionne de ses mandats locaux. En 1935, il est élu conseiller municipal d'Aubenas. À la Chambre des députés, Édouard Froment appartient à la commission des Pensions civiles et militaires, et à celle des Assurances et la prévoyance sociale. Réélu en 1936, il affichait dans sa déclaration électorale : « Je veux la paix, toute la paix, rien que la paix, jamais je ne consentirai à la guerre ». Il rejoint néanmoins la commission de l'Armée à l'assemblée. En 1937, il est élu conseiller général du canton de Viviers contre Henri Pavin de Lafarge. La famille Pavin de Lafarge faisait élire un de ses membres dans le canton depuis 1892.
Le 10 juillet 1940, Édouard Froment fait partie des 80 parlementaires qui votent contre les pleins pouvoirs au maréchal Pétain. En mars 1941, il est l'un des cofondateurs du Comité d'action socialiste (CAS), puis travaille pour le Bureau central de renseignements et d'action. En 1943, lorsque le CAS devient la SFIO reconstituée et clandestine, il est l'un de ses principaux responsables pour la zone Nord. À l'automne, il rejoint Charles de Gaulle à Londres, avec Vincent Auriol. Il est membre de l'Assemblée consultative provisoire d'Alger et président de sa commission militaire. Il rejoint les Forces françaises libres et participe au débarquement en Provence, en août 1944.
Il devient ensuite membre du comité départemental de libération de l'Ardèche, puis membre du comité directeur de la SFIO, lors du congrès de novembre 1944. Confirmé ce même mois comme délégué à l'Assemblée consultative provisoire, en octobre  1945, il est élu à l'Assemblée constituante. Il est réélu en 1946, mais battu en 1951. Il est également conseiller général du canton de Thueyts de 1945 à 1958 et préside le Conseil général de l'Ardèche à deux reprises.
Il est le grand-père du sénateur socialiste Michel Teston (né en 1944) qui fut également président du Conseil général de l'Ardèche entre 1998 et 2006.

## Décorations
- Chevalier de la Légion d'honneur
- Médaille militaire 1914-1918
- Médaille de la Résistance
- Croix de guerre 1939-1945